# 제65회 프라임타임 에미상
제65회 프라임타임 에미상은 2013년 9월 22일에 열린 시상식이다.

## 수상 및 후보

### TV 드라마-남우주연상
- 뉴스룸 시즌2 - 제프 다니엘스 수상
- 브레이킹 배드 시즌5 - 브라이언 크랜스톤
- 다운튼 애비 시즌3 - 휴 보네빌
- 홈랜드 시즌3 - 데미안 루이스
- 하우스 오브 카드 - 케빈 스페이시
- 매드 맨 6 - 존 햄

### TV 드라마-여우주연상
- 홈랜드 시즌3 - 클레어 데인즈 수상
- 베이츠 모텔 시즌1 - 베라 파미가
- 다운튼 애비 시즌3 - 미셀 도커리
- 하우스 오브 카드 - 로빈 라이트
- 매드 맨 6 - 엘리자베스 모스
- 내쉬빌 시즌2 - 코니 브리튼
- 스캔들 2 - 케리 워싱턴

### TV 코미디-남우주연상
- 빅 뱅 이론 6 - 짐 파슨스 수상
- 어레스트 디벨로프먼트 - 제이슨 베이트먼
- 에피소드 시즌2 - 맷 르블랑
- 하우스 오브 라이즈 시즌2 - 돈 치들
- 루이 3 - 루이스 C.K.
- 30 락 시즌7 - 알렉 볼드윈

### TV 코미디-여우주연상
- 부통령이 필요해 시즌2 - 줄리아 루이스 드레이퍼스 수상
- 인라이튼드 2 - 로라 던
- 걸스 시즌2 - 레나 던햄
- 너스 재키 시즌5 - 에디 팔코
- 팍스 앤 레크리에이션 시즌5 - 에이미 포엘러
- 30 락 시즌7 - 티나 페이

### TV 미니시리즈,영화-남우주연상
- 쇼를 사랑한 남자 - 마이클 더글라스 수상
- 쇼를 사랑한 남자 - 맷 데이먼
- 더 걸 - 토비 존스
- 퍼레이즈 엔드 - 베네딕트 컴버배치
- 필 스펙터 - 알 파치노

### TV 미니시리즈,영화-여우주연상
- 빅 씨 4 - 로라 리니 수상
- 아메리칸 호러 스토리 시즌2 - 제시카 랭
- 필 스펙터 - 헬렌 미렌
- 폴리티컬 애니멀 - 시고니 위버
- 탑 오브 더 레이크 - 엘리자베스 모스

### TV 드라마-남우조연상
- 보드워크 엠파이어 시즌3 - 바비 카나베일 수상
- 브레이킹 배드 시즌5 - 조나단 뱅스
- 브레이킹 배드 시즌5 - 아론 폴
- 다운튼 애비 시즌3 - 짐 카터
- 왕좌의 게임 3 - 피터 딘클리지
- 홈랜드 시즌3 - 맨디 파틴킨

### TV 드라마-여우조연상
- 브레이킹 배드 시즌5 - 안나 건 수상
- 다운튼 애비 시즌3 - 매기 스미스
- 왕좌의 게임 3 - 에밀리아 클라크
- 굿 와이프 4 - 크리스틴 바란스키
- 홈랜드 시즌3 - 모레나 바카린
- 매드 맨 6 - 크리스티나 헨드릭스

### TV 드라마-게스트 남자 배우상
- 스캔들 시즌 2 - 댄 부커틴스키 수상
- 굿 와이프 시즌 4 - 네이선 레인
- 굿 와이프 시즌 4 - 마이클 J. 폭스
- 홈랜드 시즌 3 - 루퍼트 프렌드
- 매드맨 시즌 6 - 로버트 모스
- 매드맨 시즌 6 - 해리 햄린

### TV 드라마-게스트 여자 배우상
- 굿 와이프 4 - 캐리 프레스톤 수상
- 더 아메리칸즈 시즌1 - 마고 마틴데일
- 왕좌의 게임 3 - 다이아나 리그
- 매드 맨 6 - 린다 카델리니
- 뉴스룸 시즌2 - 제인 폰다
- 쉐임리스 시즌3 - 조안 쿠삭

### TV 코미디-남우조연상
- 부통령이 필요해 시즌2 - 토니 헤일 수상
- 걸스 시즌2 - 아담 드라이버
- 모던 패밀리 5 - 제시 테일러 퍼거슨
- 모던 패밀리 5 - 에드 오닐
- 모던 패밀리 5 - 타이 버렐
- 새터데이 나잇 라이브 - 빌 헤이더

### TV 코미디-여우조연상
- 너스 재키 시즌5 - 메릿 웨버 수상
- 빅 뱅 이론 6 - 마임 비아릭
- 글리 4 - 제인 린치
- 모던 패밀리 5 - 소피아 베르가라
- 모던 패밀리 5 - 줄리 보웬
- 30 락 시즌7 - 제인 크라코스키
- 부통령이 필요해 시즌2 - 안나 클럼스키

### TV 코미디-게스트 남자 배우상
- 빅 뱅 이론 6 - 밥 뉴하트 수상
- 모던 패밀리 5 - 네이슨 레인
- 너스 재키 시즌5 - 바비 카나베일
- 새터데이 나잇 라이브 - 루이스 C.K.
- 새터데이 나잇 라이브 - 저스틴 팀버레이크
- 30 락 시즌7 - 윌 포트

### TV 코미디-게스트 여자 배우상
- 루이 3 - 멜리사 레오 수상
- 인라이튼드 2 - 몰리 샤논
- 글리 4 - 닷 존스
- 새터데이 나잇 라이브 - 멜리사 맥카시
- 새터데이 나잇 라이브 - 크리스틴 위그
- 30 락 시즌7 - 일레인 스트리치

### TV 미니시리즈,영화-남우조연상
- 아메리칸 호러 스토리 시즌2 - 제임스 크롬웰 수상
- 아메리칸 호러 스토리 시즌2 - 재커리 퀸토
- 쇼를 사랑한 남자 - 스콧 바큘라
- 빅 씨 4 - 존 벤자민 히키
- 탑 오브 더 레이크 - 피터 뮬란

### TV 미니시리즈,영화-여우조연상
- 폴리티컬 애니멀 - 엘렌 버스틴 수상
- 아메리칸 호러 스토리 시즌2 - 사라 폴슨
- 더 걸 - 이멜다 스턴톤
- 레스트리스 - 샬롯 램플링
- 스틸 매그놀리아 - 알프리 우다드

### TV 드라마-감독상
- 하우스 오브 카드 - 데이빗 핀처 수상
- 보드워크 엠파이어 시즌3 - 티모시 밴 패튼
- 브레이킹 배드 시즌5 - 미셀 맥스웰 맥라렌
- 다운튼 애비 시즌3 - 제레미 웹
- 홈랜드 시즌3 - 레슬리 링카 글래터

### TV 드라마-각본상
- 홈랜드 시즌3 - 헨리 브롬멜 수상
- 브레이킹 배드 시즌5 - 조지 마스트라스
- 브레이킹 배드 시즌5 - 토머스 슈노즈
- 다운튼 애비 시즌3 - 줄리안 펠로위스
- 왕좌의 게임 3 - 데이비드 베니오프 외 1명

### TV 코미디-감독상
- 모던 패밀리 5 - 게일 맨쿠소 수상
- 걸스 시즌2 - 레나 던햄
- 글리 4 - 파리스 바클레이
- 루이 3 - 루이스 C.K.
- 30 락 시즌7 - 베스 맥카시-밀러

### TV 코미디-각본상
- 30 락 시즌7 - 티나 페이 수상
- 에피소드 시즌2 - 데이빗 크레인 외 1명
- 루이 3 - 루이스 C.K. 외 1명
- The office 시즌9 - 그렉 다니엘스
- 30 락 시즌7 - 잭 버딧 외 1명

### TV 버라이어티 시리즈-감독상
- 새터데이 나잇 라이브 - 돈 로이 킹 수상
- 콜버트 리포트 - 짐 호스킨슨
- 더 데일리 쇼 위드 존 스튜어트 - 척 오닐
- 지미 키멜 라이브!: 시즌10 - 앤디 피셔
- 레이트 쇼 위드 데이비드 레터맨 - 제리 폴리
- 포틀랜디아 시즌2 - 조나단 크리셀

### TV 버라이어티 시리즈-각본상
- 콜버트 리포트 - 오퍼스 모레쉬 외 16명 수상
- 더 데일리 쇼 위드 존 스튜어트 - 팀 카벨 외 15명
- 지미 키멜 라이브! - 대리 리커 외 13명
- 포틀랜디아 시즌2 - 프레드 아미센
- 리얼 타임 위드 빌 마허 - 애덤 펠버 외 8명
- 새터데이 나잇 라이브 - 로버트 스미겔 외 21명

### TV 버라이어티 스페셜-감독상
- 케네디 센터 아너스 - 루이스 J. 호빗츠 수상
- London 2012 Olympic Games Opening Ceremony - 버키 건츠 외 2명
- 루이스 C.K. 오 마이 갓 - 루이스 C.K.
- The Oscars - 돈 미쉘
- 12-12-12 더 콘서트 포 샌디 릴리프 - 마이클 뎀시

### TV 버라이어티 스페셜-각본상
- 루이스 C.K. 오 마이 갓 - 루이스 C.K. 수상
- The 70th Annual Golden Globe Awards - 베리 애델만 외 8명
- Night Of Too Many Stars: America Comes Together For Autism Programs - 로버트 스미겔 외 10명
- Saturday Night Live: Weekend Update Thursday (Part One) - 세스 메이어스 외 19명
- 66th Annual Tony Awards - 데이브 분 외 1명

### TV 미니시리즈,영화-감독상
- 쇼를 사랑한 남자 - 스티븐 소더버그 수상
- 더 걸 - 줄리언 재롤드
- 필 스펙터 - 데이비드 마멧
- 링 오브 파이어 - 알리슨 앤더슨
- 탑 오브 더 레이크 - 제인 캠피온

### TV 미니시리즈,영화-각본상
- 디 아워 시즌2 - 아비 모건 수상
- 쇼를 사랑한 남자 - 리처드 라그라브네스
- 퍼레이즈 엔드 - 톰 스톱파드
- 필 스펙터 - 데이비드 마멧
- 탑 오브 더 레이크 - 제인 캠피온

### TV 드라마-최우수작품상
- 브레이킹 배드 시즌5 - 빈스 길리건 외 11명 수상
- 다운튼 애비 시즌3 - 가레스 니메 외 3명
- 왕좌의 게임 3 - 데이비드 베니오프 외 10명
- 홈랜드 시즌3 - 알렉스 갠사 외 10명
- 하우스 오브 카드 - 데이빗 핀처 외 13명
- 매드 맨 6 - 매튜 웨이너 외 8명

### TV 코미디-최우수작품상
- 모던 패밀리 5 - 스티븐 레비탄 외 14명 수상
- 빅 뱅 이론 6 - 척 로리 외 10명
- 걸스 시즌2 - 레나 던햄 외 5명
- 루이 3 - 루이스 C.K. 외 4명
- 30 락 시즌7 - 티나 페이
- 부통령이 필요해 시즌2 - 아만도 이아누치 외 6명

### TV Outstanding Host for a Reality or Reality-Competition Program
- 프로젝트 런웨이 - 하이디 클룸 외 1명 수상
- 아메리칸 아이돌 - 라이언 시크레스트
- 베트 화이츠 오프 데어 로커스 - 베티 화이트
- 스타와 춤을 - 톰 버거론
- 유캔댄스 - 캣 딜리
- 더 테이스트 - 안소니 부르뎅

### TV 만화영화-최우수작품상
- 사우스 파크 - Raising The Bar - 트레이 파커 외 9명 수상
- 밥스 버거스 - O.T.: The Outside Toilet - 로렌 부샤드 외 17명
- 쿵푸 팬더: 기막힌 전설 - Enter The Dragon - 마이크 뮬렌 외 7명
- 레귤러 쇼 - The Christmas Special - J.G. 퀸텔 외 17명
- 심슨 가족 - Treehouse Of Horror XXIII - 제임스 L. 브룩스 외 21명

### TV 스페셜 클래스 프로그램-최우수작품상
- The 70th Annual Golden Globe Awards - 오리 애델슨 외 5명
- London 2012 Olympic Games Opening Ceremony - 버키 건츠 외 4명
- The Oscars - 크레이그 자단 외 3명
- Rodgers & Hammerstein's Carousel (Live From Lincoln Center) - Andrew C. Wilk 외 3명
- 66th Annual Tony Awards - 리키 커쉬너 외 2명

### TV 버라이어티 스페셜-최우수작품상
- 케네디 센터 아너스 - 조지 스티븐스 주니어 외 1명 수상
- 루이스 C.K. 오 마이 갓 - 루이스 C.K. 외 3명
- Mel Brooks Strikes Back! With Mel Brooks And Alan Yentob - 멜 브룩스 외 2명
- Saturday Night Live: Weekend Update Thursday (Part One) - 론 마이클즈 외 6명
- 12-12-12 더 콘서트 포 샌디 릴리프 - 제임스 돌란 외 4명

### TV 어린이 프로그램-최우수작품상
- 닉 뉴스 위드 린다 엘러비 - Forgotten But Not Gone: Kids, HIV & AIDS - 린다 엘러비 외 5명 수상
- 찰리야 부탁해 시즌4 - 댄 스털리 외 7명
- 아이칼리 시즌7 - 댄 슈나이더 외 4명
- The Weight Of The Nation For Kids: Quiz Ed! - 샤리 쿡슨 외 4명
- A YoungArts Masterclass - 커크 사이몬 외 4명

### TV 미니시리즈,영화-최우수작품상
- 쇼를 사랑한 남자 - 제리 웨인트럽 외 3명 수상
- 아메리칸 호러 스토리 시즌2 - 라이언 머피 외 9명
- 더 바이블 - 마크 버넷 외 5명
- 필 스펙터 - 베리 레빈슨 외 2명
- 폴리티컬 애니멀 - 그렉 버랜티 외 3명
- 탑 오브 더 레이크 - 에밀 셔만 외 3명

### TV 리얼리티 프로그램-최우수작품상
- 언더커버 보스 - 엘리 홀즈먼 외 7명 수상
- 앤틱 로드쇼 - 마샤 벰코 외 2명
- 데드리스트 캐치: 크랩 피슁 인 알래스카 - 톰 비어스 외 6명
- 디너스, 드라이브-인스 앤 다이 - 캣 히긴스 외 2명
- 호기심 해결사 - 제이미 하인맨 외 9명
- 샤크 탱크 - 마크 버넷 외 9명

### TV 리얼리티 경쟁 프로그램-최우수작품상
- 더 보이스 - 존 드 몰 외 15명 수상
- 어메이징 레이스 - 버트램 반 먼스터
- 스타와 춤을 - 콘래드 그린 외 9명
- 프로젝트 런웨이 - 하비 웨인스타인 외 15명
- 유캔댄스 - 베리 애델만 외 11명
- 탑 쉐프 - 댄 컷포스 외 14명

### TV 버라이어티 시리즈-최우수작품상
- 콜버트 리포트 - 스티븐 콜버트 외 9명 수상
- 더 데일리 쇼 위드 존 스튜어트 - 존 스튜어트 외 11명
- 지미 키멜 라이브! - 지미 키멜 외 11명
- 레이트 나이트 위드 지미 펄론 - 론 마이클즈 외 8명
- 리얼 타임 위드 빌 마허 - 빌 마허 외 7명
- 새터데이 나잇 라이브 - 론 마이클즈 외 5명